# Éparchie de Donetsk et Marioupol

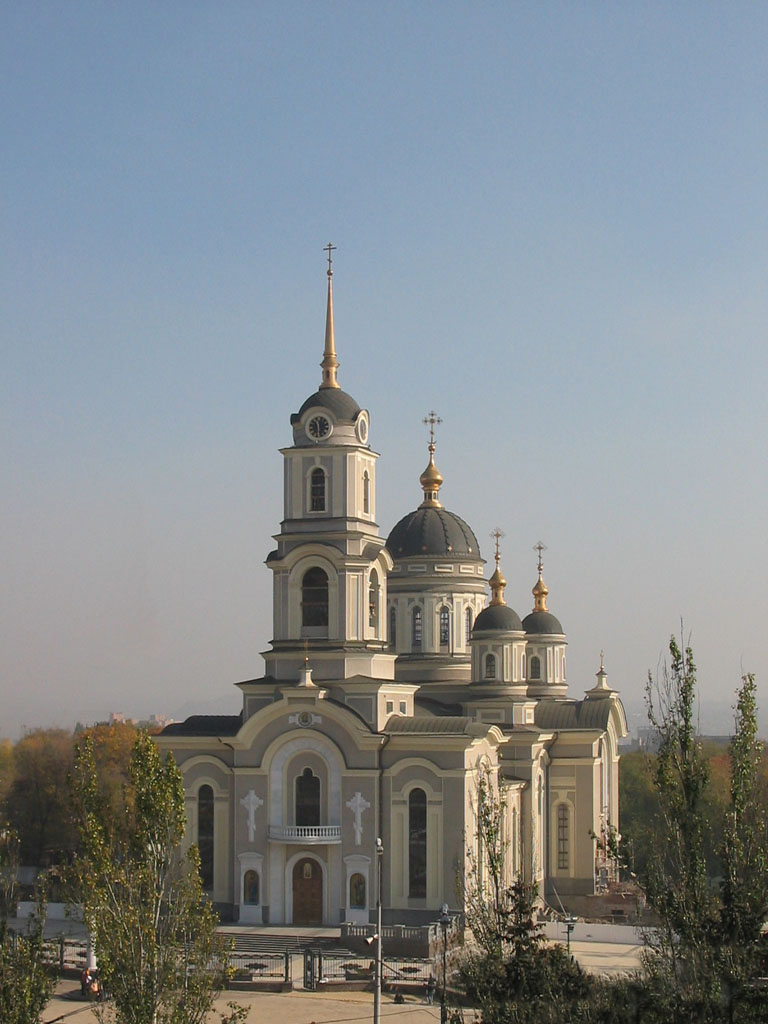
Cathédrale de la Transfiguration du Sauveur de Donetsk.

L'éparchie de Donetsk et Marioupol est une éparchie (équivalent à un diocèse dans l'Église latine) de l'Église orthodoxe d'Ukraine, canoniquement affiliée au patriarcat de Moscou. Son siège est à la cathédrale de la Transfiguration du Sauveur de Donetsk. L'éparchie a la juridiction des paroisses et des monastères de la partie méridionale de l'oblast de Donetsk. Depuis le 12 septembre 1996, son évêque est le métropolite Hilarion.
En l'an 2000, il y avait deux cents paroisses et deux monastères ; en 2004, 241 paroisses, 231 prêtres et 28 diacres. Aujourd'hui l'éparchie compte cinq monastères.
Le diocèse édite plusieurs revues et journaux en russe : Le Donbass orthodoxe (Донбасс православный), L'Angélus d'Ignace (Игнатьевский благовест), Source vivante (Живой Родник), Ma joie (Радость моя), La Forêt de Chichkine (Шишкин лес) et anime un site en ligne : http://www.ortodox.donbass.com/.  

## Dénominations
L'éparchie s'est intitulée des manières suivantes :
- Éparchie de Donetsk et de Vorochilovgrad (1945—1990)
- Éparchie de Donetsk et de Louhansk (1990—1991)
- Éparchie de Donetsk et de Sloviansk (1991—1994)
- Éparchie de Donetsk et de Marioupol (depuis 1994)

## Monastères de l'éparchie
- Monastère Notre-Dame-d'Ibérie de Donetsk
- Laure de Sviatohirsk